# 里博古站
里博古站（Ribaucourt）是布鲁塞尔地铁2号线和6号线的车站，位于比利时布鲁塞尔首都大区圣扬斯-莫伦贝克。

## 名称
该站得名于所在的里博古街区或是附近的里博古街（Rue de Ribaucourt/Ribaucourtstraat），二者得名于比利时豪门克里斯廷·德·里博古家族。